# Greetings from Saginaw
Greetings from Saginaw – album na żywo Elvisa Presleya, składający się z koncertu z 25 kwietnia 1977 w Saginaw, MI.

## Lista utworów
1. „See See Rider”
2. „I Got a Woman – Amen”
3. „Love Me”
4. „If You Love Me”
5. „You Gave Me a Mountain”
6. „Jailhouse Rock”
7. „’O sole mio – It’s Now or Never”
8. „Heartbreak Hotel”
9. „Little Sister”
10. „Teddy Bear – Don’t Be Cruel”
11. „And I Love You So”
12. „My Way”
13. „Intro”
14. „Hurt”
15. „Hound Dog”
16. „Hawaiian Wedding Song”
17. „Can’t Help Falling in Love”